# Guayana británica en los Juegos Olímpicos de Melbourne 1956
Guayana británica (actualmente Guyana) estuvo representada en los Juegos Olímpicos de Melbourne 1956 por cuatro deportistas, tres hombres y una mujer, que compitieron en dos deportes.
El equipo olímpico no obtuvo ninguna medalla en estos Juegos.